# متحف العملة (تونس)
متحف العملة هو متحف يقع في وسط مدينة تونس ويحتوي على العديد من القطع والأوراق النقدية التي تعود إلى حقبات تاريخية مختلفة.

## الموقع
يقع المتحف في الجهة الشرقية من مبنى البنك المركزي التونسي في شارع محمد الخامس. يمتد المتحف على مساحة تقدر ب600 متر مربع ويحتوي على قاعة عرض ومكتبة ومكتبة رقمية ومحل للهدايا التذكارية. كما يحتوي المتحف على قاعة عرض وقتية.

## قاعة العرض
قاعة العرض تحتوي على العديد من القطع النقدية التي تبرز تاريخ وتطور العملة في البلاد التونسية على امتداد 25 قرن. تحتوي القاعة على مساحة مخصصة للقطع التذكارية تقع في وسط المتحف.
يحتوي المتحف على قرابة 2000 قطعة نقدية معروضة في 43 واجهة تحتوي كل منها على عدسة مكبرة متحركة لتسهيل فك رموز كل قطعة نقدية. ويتم عرض القطع حسب التسلسل الزمني من الحضارة البونيقية إلى يومنا هذا.
جزء كبير من ما يحتويه المتحف تم اهدوه من طرف المورخ حسن حسني عبد الوهاب إلى البنك المركزي في الستينات عندما كان الهادي نويرة محافظاً للبنك.

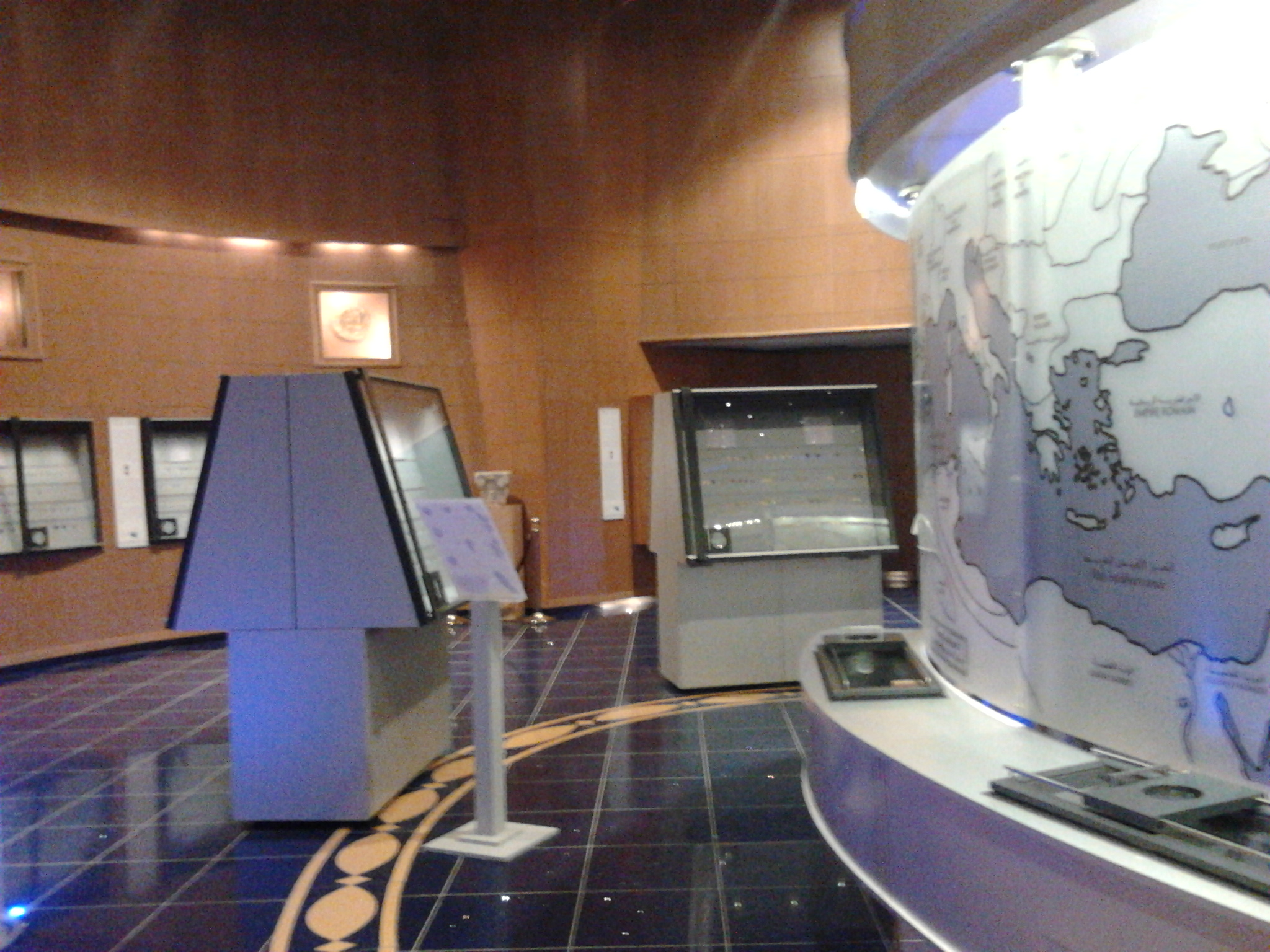
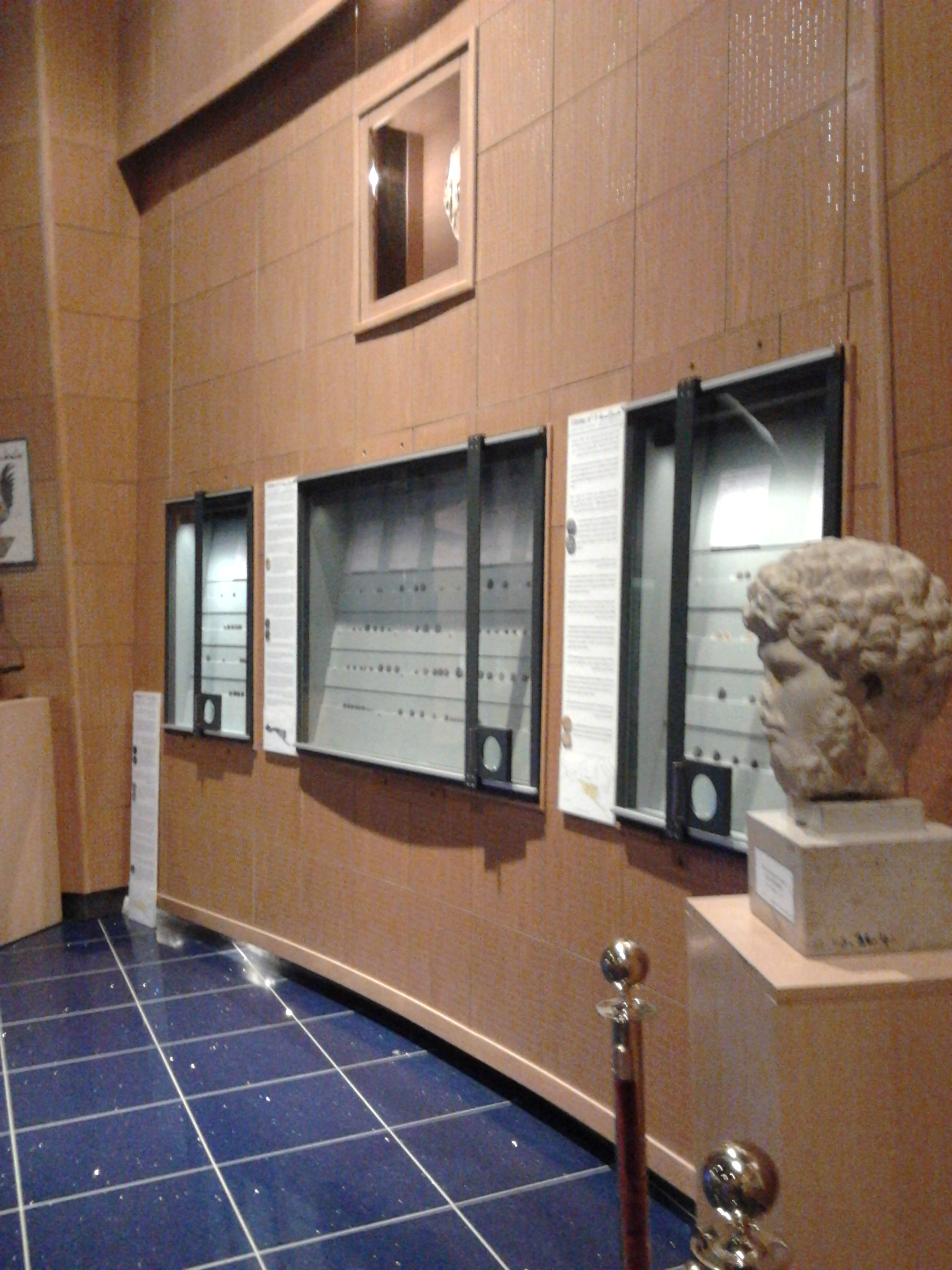
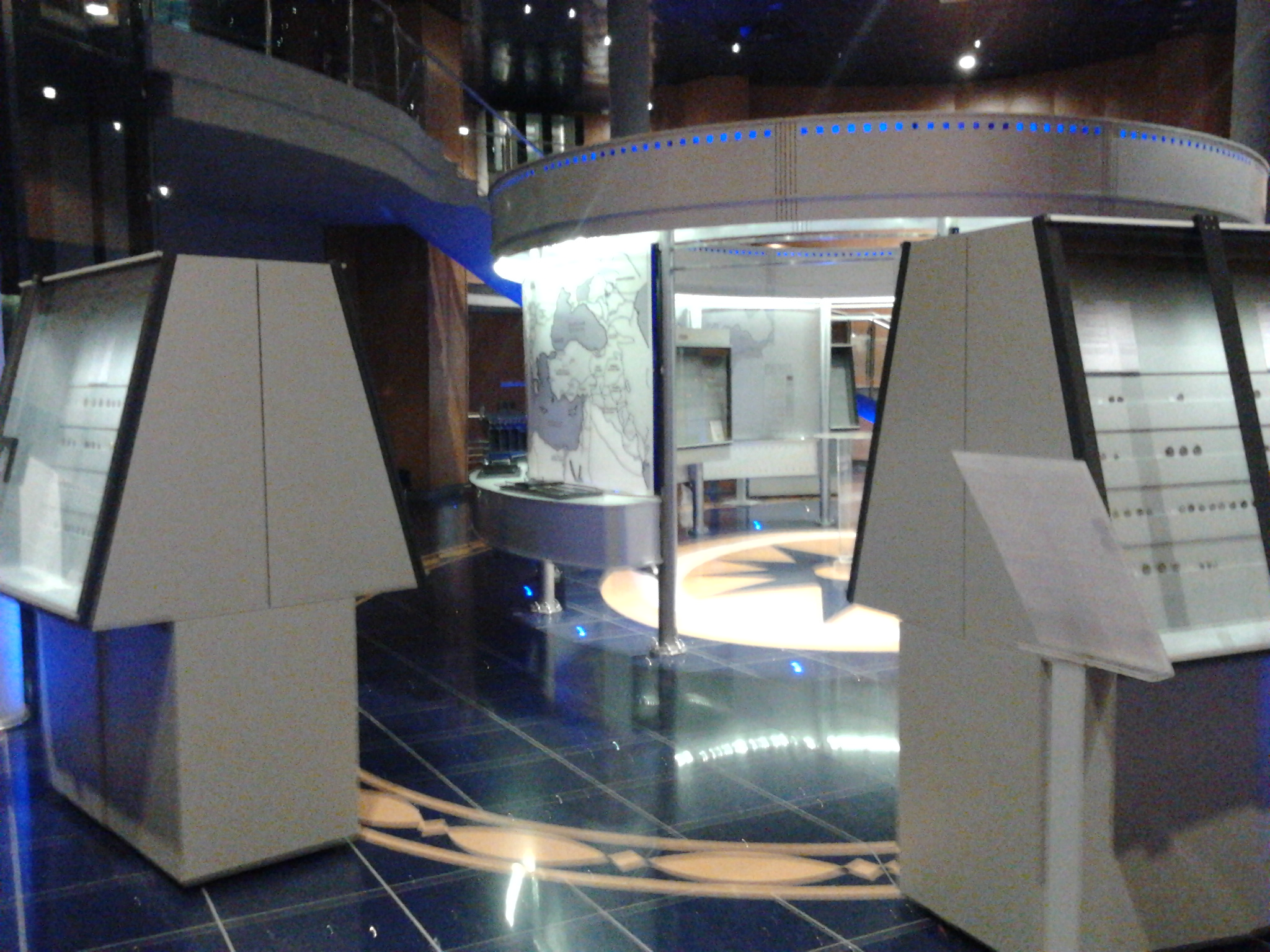
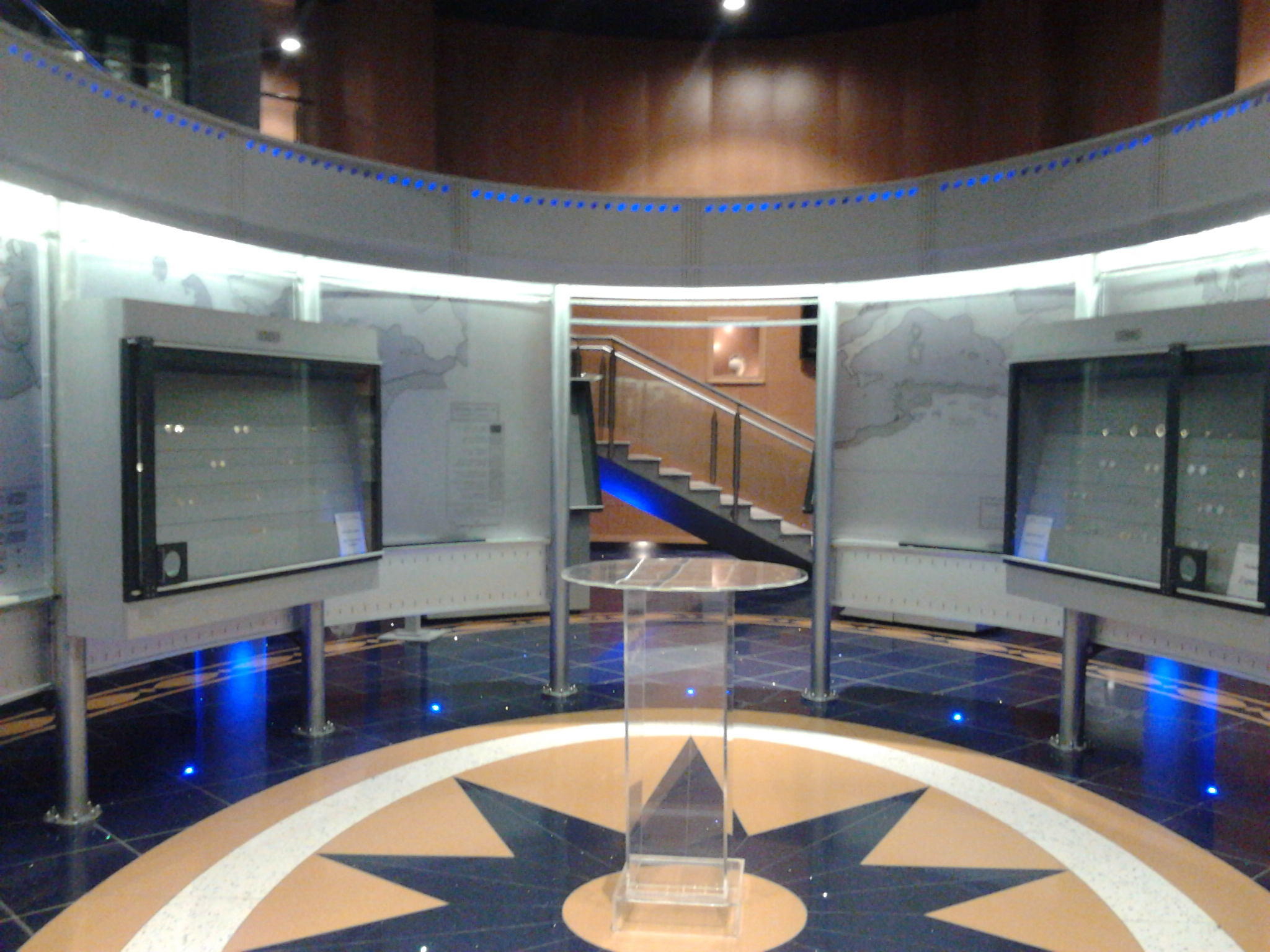
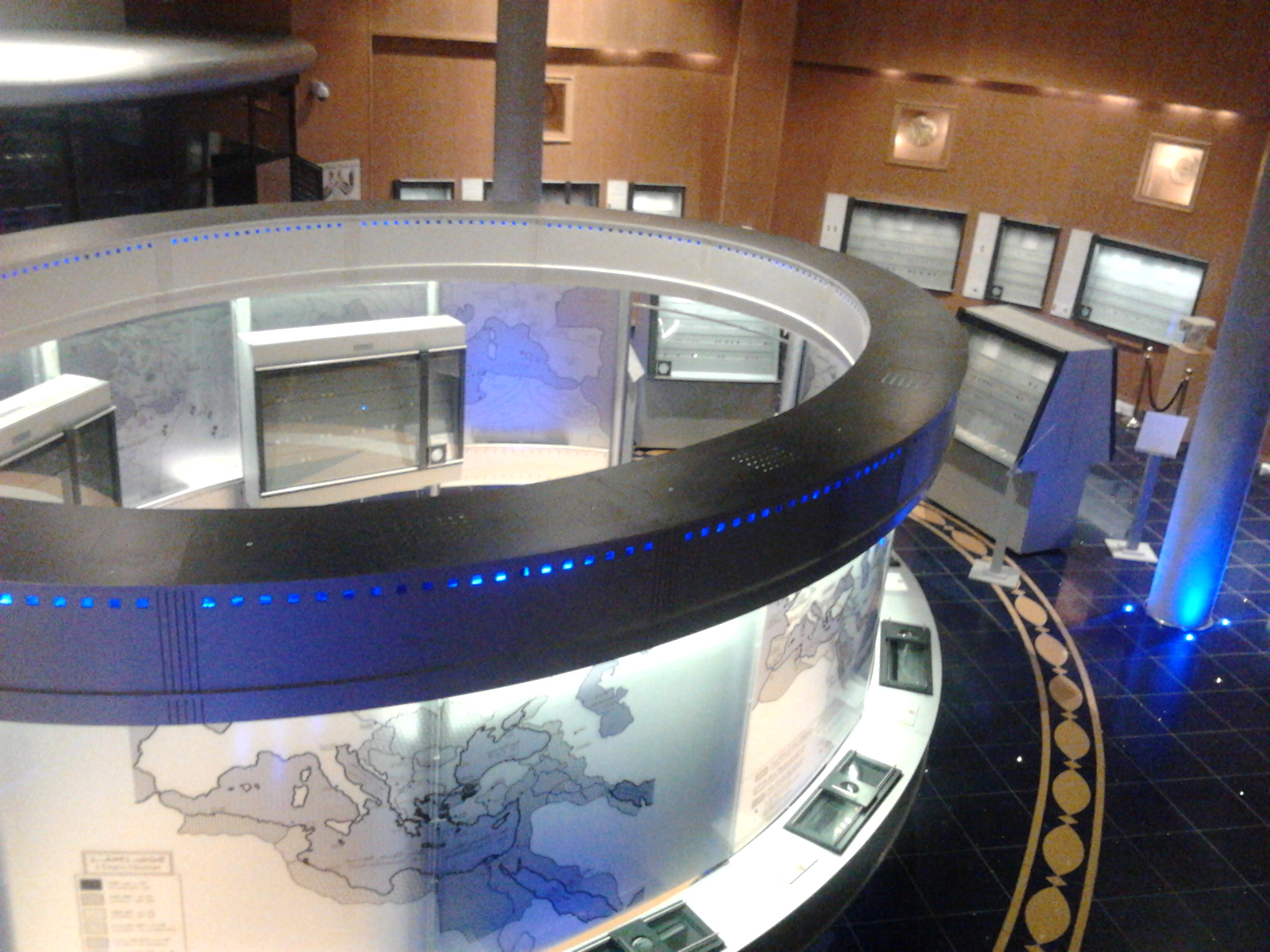

## مقالات ذات صلة
- متحف المالية

## روابط خارجية
- برنامج متاحف تونسية: متحف العملة على يوتيوب بث في قناة الوطنية 2.